# Suzy (Film)
Suzy ist ein US-amerikanisches Filmmelodram mit Elementen des Spionagefilms aus dem Jahr 1936. Die Hauptrollen spielen Jean Harlow, Franchot Tone und Cary Grant unter der Regie von George Fitzmaurice. Cary Grant spielte hier eine der wenigen unsympathischen Rollen seiner Laufbahn. 

## Handlung
Kurz vor Beginn des Ersten Weltkrieges strandet das Showgirl Suzy Trent mittellos in Frankreich. Die junge Frau ist entschlossen, einen reichen Mann zu finden, verliebt sich aber stattdessen in den armen Ingenieur Terry Moore. Einige Verwicklungen später hat es den Anschein, als sei Terry von deutschen Spionen erschossen worden. Suzy ist in Sorge, für das Verbrechen verantwortlich gemacht zu werden. Dann trifft sie auf den Bomberpiloten Andre Charville, den sie Hals über Kopf heiratet. Die beiden verbringen ihre Flitterwochen in der tiefsten Provinz auf dem Stammschloss der Familie Charville, wo der Vater von Andre ein einsames Leben führt.
Der Krieg bricht aus, Andre wird als Held gefeiert und betrügt Suzy mit Diane Eyrelle, die für die Deutschen spioniert. In der Zwischenzeit stellt sich heraus, dass Terry noch lebt und Suzy nicht vergessen kann. Alle Beteiligten treffen schließlich auf dem Schloss der Eyrelles zusammen. Diane wird als Spionin entlarvt, Andre von ihren Komplizen erschossen, Terry rettet Suzy, und am Ende wird Andre posthum als Held gefeiert. Suzy und Terry werden endlich glücklich.

## Hintergrund
Jean Harlow war seit ihrem Wechsel zu MGM zu einem der größten Stars des Studios avanciert. Die Schauspielerin, die zunächst meist Frauen mit lockerer Moral spielte, entwickelte sich rasch zu einer der führenden Komödiantinnen in Hollywood. Das Studio sah in Suzy eine Möglichkeit, Harlow als dramatische Schauspielerin zu etablieren. Zunächst war geplant, ihr Clark Gable als Co-Star zu geben, ehe Franchot Tone die Rolle übernahm. Cary Grant wurde für die zweite männliche Hauptrolle neben Harlow von Paramount Pictures über ein Loan-Out verpflichtet. Auf den Filmplakaten wird sein Name erst an dritter Stelle und nur halb so groß hinter Harlow und Tone aufgeführt. Der Film wurde von den Kritikern nicht freundlich aufgenommen. Sie bemängelten die unlogischen und melodramatischen Verwicklungen, die die Talente von Jean Harlow verschwenden würden.
In Österreich kam der Film im Jahr 1937 unter dem Titel Bigamie in den Verleih.

## Auszeichnungen
Bei der Oscarverleihung 1937 erhielt der Film eine Nominierung in der Kategorie
- Bester Filmsong: Did I Remember